# سالتيو
سالتيو (بالإسبانية: Saltillo) وهي مدينة تقع في شمال شرق المكسيك في ولاية كواهويلا وتعتبر أكبر مدينة في الولاية تقع المدينة جنوب الولاية وتبعد 400 كلم عن الحدود مع الولايات المتحدة مع ولاية تكساس وتبعد 90 كلم غرب مدينة مونتيري ويبلغ عدد سكان المدينة 725,123 نسمة.

## المناخ
يظهر الجدول التالي التغييرات المناخية على مدار السنة لسالتيو:
| البيانات المناخية لـسالتيو                 | البيانات المناخية لـسالتيو | البيانات المناخية لـسالتيو | البيانات المناخية لـسالتيو | البيانات المناخية لـسالتيو | البيانات المناخية لـسالتيو | البيانات المناخية لـسالتيو | البيانات المناخية لـسالتيو | البيانات المناخية لـسالتيو | البيانات المناخية لـسالتيو | البيانات المناخية لـسالتيو | البيانات المناخية لـسالتيو | البيانات المناخية لـسالتيو | البيانات المناخية لـسالتيو |
| الشهر                                      | يناير                      | فبراير                     | مارس                       | أبريل                      | مايو                       | يونيو                      | يوليو                      | أغسطس                      | سبتمبر                     | أكتوبر                     | نوفمبر                     | ديسمبر                     | المعدل السنوي              |
| ------------------------------------------ | -------------------------- | -------------------------- | -------------------------- | -------------------------- | -------------------------- | -------------------------- | -------------------------- | -------------------------- | -------------------------- | -------------------------- | -------------------------- | -------------------------- | -------------------------- |
| الدرجة القصوى °م (°ف)                      | 36.5 (97.7)                | 33.0 (91.4)                | 36.5 (97.7)                | 39.0 (102.2)               | 40.5 (104.9)               | 40.5 (104.9)               | 39.5 (103.1)               | 37.0 (98.6)                | 38.5 (101.3)               | 39.0 (102.2)               | 34.5 (94.1)                | 31.0 (87.8)                | 40.5 (104.9)               |
| متوسط درجة الحرارة الكبرى °م (°ف)          | 19.7 (67.5)                | 21.4 (70.5)                | 24.7 (76.5)                | 27.9 (82.2)                | 29.9 (85.8)                | 30.2 (86.4)                | 29.7 (85.5)                | 29.2 (84.6)                | 26.7 (80.1)                | 24.8 (76.6)                | 22.5 (72.5)                | 20.0 (68.0)                | 25.6 (78.1)                |
| المتوسط اليومي °م (°ف)                     | 12.1 (53.8)                | 13.6 (56.5)                | 16.8 (62.2)                | 20.0 (68.0)                | 22.3 (72.1)                | 23.2 (73.8)                | 23.0 (73.4)                | 22.6 (72.7)                | 20.3 (68.5)                | 18.0 (64.4)                | 15.2 (59.4)                | 12.7 (54.9)                | 18.3 (64.9)                |
| متوسط درجة الحرارة الصغرى °م (°ف)          | 4.5 (40.1)                 | 5.7 (42.3)                 | 8.8 (47.8)                 | 12.1 (53.8)                | 14.8 (58.6)                | 16.1 (61.0)                | 16.3 (61.3)                | 15.9 (60.6)                | 14.0 (57.2)                | 11.2 (52.2)                | 7.8 (46.0)                 | 5.5 (41.9)                 | 11.1 (52.0)                |
| أدنى درجة حرارة °م (°ف)                    | −14.5 (5.9)                | −10.5 (13.1)               | −6.0 (21.2)                | 0.0 (32.0)                 | 0.5 (32.9)                 | 6.5 (43.7)                 | 4.0 (39.2)                 | 8.0 (46.4)                 | 1.3 (34.3)                 | −3.0 (26.6)                | −5.0 (23.0)                | −11.0 (12.2)               | −14.5 (5.9)                |
| معدل هطول الأمطار مم (إنش)                 | 15.8 (0.62)                | 12.3 (0.48)                | 8.2 (0.32)                 | 15.2 (0.60)                | 30.5 (1.20)                | 47.0 (1.85)                | 61.4 (2.42)                | 58.6 (2.31)                | 62.5 (2.46)                | 31.1 (1.22)                | 12.2 (0.48)                | 14.5 (0.57)                | 369.3 (14.53)              |
| متوسط الأيام الممطرة (≥ 0.1 mm)            | 3.4                        | 2.7                        | 2.0                        | 3.4                        | 5.1                        | 6.3                        | 8.8                        | 9.2                        | 7.9                        | 5.1                        | 3.0                        | 3.3                        | 60.2                       |
| متوسط الأيام المثلجة                       | 0.1                        | 0.0                        | 0.0                        | 0.0                        | 0.0                        | 0.0                        | 0.0                        | 0.0                        | 0.0                        | 0.0                        | 0.0                        | 0.2                        | 0.3                        |
| متوسط الرطوبة النسبية (%)                  | 55                         | 52                         | 48                         | 50                         | 55                         | 59                         | 62                         | 64                         | 69                         | 66                         | 60                         | 59                         | 58                         |
| ساعات سطوع الشمس الشهرية                   | 169.5                      | 174.8                      | 195.4                      | 182.3                      | 209.1                      | 215.8                      | 205.7                      | 199.3                      | 169.4                      | 186.0                      | 176.7                      | 152.4                      | 2٬236٫4                    |
| المصدر #1: Servicio Meteorologico Nacional |                            |                            |                            |                            |                            |                            |                            |                            |                            |                            |                            |                            |                            |
| المصدر #2: Colegio de Postgraduados        |                            |                            |                            |                            |                            |                            |                            |                            |                            |                            |                            |                            |                            |

## مدن شقيقة
- أوستن، تكساس، الولايات المتحدة.
- لانسنغ، ميشيغان، الولايات المتحدة.
- ويندزر (أونتاريو)، كندا.
- هولغوين، كوبا.

## أعلام
- جوتيريز
- كاتي بربري
- روبين أغيري
- ماريا غوزمان
- أندريس مورا
- روكي غونزاليس غارزا
- مانويل أكونا